# Кузнецов, Евгений Борисович (актёр)
Евгений Борисович Кузнецов (род. 20 мая 1916; Петроград, Российская империя — 7 августа 1973; Москва, РСФСР, СССР) — советский актёр театра, кино и озвучивания, театральный деятель. Артист фронтовой бригады. Заслуженный артист РСФСР (1964).

## Биография
Родился 20 мая 1916 года в Петрограде. Отец был рабочим, служил в РККА политработником, мать являлась медицинским работником, которая оканчивала медицинский институт.
Учился в Ленинградской школе-десятилетке № 11. В 1931 году завершил школьную учёбу, после которой поступил в Ленинградский ТРАМ. Позже стал студентом Ленинградского техникума сценических искусств, так как хотел стать артистом. По поводу его завершения информации нет. В 1936 году получил диплом об образовании. В 1939 году был призван на Северный Флот. После обучения в учебном отряде, был переведён в Краснофлотский драматический театр Северного Флота, в котором прослушил около шести лет. Служил артистом-краснофлотцем, а по завершении уже работал заместителем начальника театра,  за что был награждён военными наградами. В 1946 году демобилизовался с Северного Флота и приступил к основной театральной деятельности.
Являлся театральным деятелем, занимался общественной деятельностью, а в театре Сатиры занимал должность секретаря партийного бюро, был членом Фрунзенского райкома КПСС, служил различным театрам, снимался в кино. В 1966—1973 годах был занят в быстро ставшей популярной телевизионной юмористической передаче «Кабачок 13 стульев» в роли пана Юзефа (первый бармен кабачка)	
Ушёл из жизни 7 августа 1973 года в Москве по причине сложнейшего нефрита, после застужения почек во время съёмок одного из фильмов. Урна с прахом захоронена в колумбарии Донского кладбища. 

### Личная жизнь
Актёр был несколько раз женат. От первого брака имел троих детей: двух сыновей и дочь.

## Фильмография
- 1947 — Поезд идёт на восток — Леденцов
- 1956 — Урок истории — Вернер
- 1957 — Под золотым орлом — майор Петерсон
- 1958 — Солдатское сердце — Василий Лукич
- 1959 — Золотой эшелон — Белокопытов
- 1965 — Сватовство — Иван Евграфович
- 1966 — Королевская регата — представитель американской команды
- 1966 — Неизвестная... — Доронин
- 1966 — Тени старого замка — гость
- 1966–1980 — Кабачок «13 стульев» — пан Юзеф (главная роль)
- 1967 — Андресат неизвестен — участие
- 1967 — Майор Вихрь — шеф СД
- 1967 — Путь в «Сатурн» — генерал-полковник Симаков
- 1967 — Сильные духом — Эрих Кох
- 1967 — Тихая Одесса — Геннадий Михайлович Оловянников
- 1968 — Конец «Сатурна» — генерал-полковник Симаков
- 1968 — Годен к нестроевой — полковник/генерал
- 1968 — Живой труп — князь Сергей Дмитриевич Абрезков
- 1968 — Нейтральные воды — вице-адмирал, Герой Советского Союза
- 1968 — Новое платье короля — король
- 1969 — Ночь перед рассветом — Юрген фон Диц (Бернгард Крюгер)
- 1969 — Семейный очаг Адама и Евы — отец Евы
- 1969 — Швейк во второй мировой войне — участие
- 1970 — Крушение империи — Рябинин
- 1971 — Вся королевская рать — доктор Бланд
- 1971 — Когда море смеётся — Ласада
- 1972 — Бой после победы — Симаков
- 1972 — Семнадцать мгновений весны — Фридрих Крюгер
- 1973 — Фитиль (№ 128) — участие

## Оценочные мнения
- По мнению киноведа Алексея Тремасова, основными его героями были люди в погонах. Высокий рост, статность, природная мужественность помогли актёру достоверно выглядеть в подобных образах. Киновед также подметил, что после того, как Кузнецов вступил в труппу театра Сатиры, в нём его интересная фактура, звучный голос, музыкальность, сочный юмор, разнообразие актёрских красок украсили репертуар самого театра. Евгений Борисович много играл, в основном, представителей благородных кровей, быстро войдя в обойму наиболее занятых артистов труппы. Он переиграл большое количество немецких и советских офицеров[1].

## Звания и награды
- Заслуженный артист РСФСР (5 июня 1964)[2].
- Орден Красной Звезды[1].
- Медаль «За боевые заслуги»[1] .
- Медаль «За оборону Советского Заполярья»[1].